# Carl Vinson
Carl Vinson (Contea di Baldwin, 18 novembre 1883 – Milledgeville, 1º giugno 1981) è stato un politico statunitense, membro del Congresso degli Stati Uniti.

## Primi anni
Vinson nacque nella contea di Baldwin, in Georgia, dove frequentò le scuole locali e il Georgia Military College. Si laureò in giurisprudenza alla Mercer University nel 1902 ed era membro del Kappa Alpha Order. Dopo alcuni anni di pratica legale, fu eletto alla Camera dei Rappresentanti della Georgia nel 1908. Dopo aver perso un terzo mandato a causa di una riorganizzazione dei distretti elettorali, fu nominato giudice del tribunale della contea di Baldwin.

## Studi e carriera
Dopo aver studiato al Georgia Military College, si laureò in legge alla Mercer University nel 1902. Nel 1908 fu eletto alla Georgia House of Representatives. In seguito fu nominato giudice della Corte della contea di Baldwin. Nel 1914 fu eletto per il partito Democratico alla Camera dei Rappresentanti.  Era il più giovane membro del Congresso (30 anni) quando fu eletto il 3 novembre 1914. Mantenne la carica fino al 3 gennaio 1965, diventando il primo uomo politico statunitense a servire per 50 anni al Congresso. Mantenne il record di durata come Rappresentante fino al 1994, quando fu superato da Jamie L. Whitten del Mississippi.

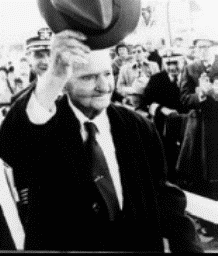
Carl Vinson

Vinson divenne noto come uno strenuo sostenitore della difesa nazionale, chiedendo in particolare maggiori finanziamenti alla U.S. Navy e al Corpo dei Marines. Nel 1931 venne eletto presidente del comitato della Camera dei Rappresentanti per gli affari navali. Nel 1934 fu tra i promotori del Vinson-Trammell Act, assieme al senatore Park Trammell della Florida. Il decreto autorizzava la costruzione di nuove unità navali in deroga ai trattati navali di Washington del 1922 e di Londra del 1930. Questo si rese necessario perché durante la precedente Amministrazione non era stata costruita alcuna nuova importante nave da guerra e la marina militare statunitense stava perdendo terreno nei confronti della Marina imperiale giapponese.
Durante la seconda guerra mondiale il comandante della flotta del Pacifico, l'ammiraglio Chester Nimitz, disse di lui - "Non so dove questo paese sarebbe stato dopo il 7 dicembre 1941 se non avesse avuto nuove navi e le conoscenze per costruirle velocemente, ciò che è stato possibile grazie ai progetti di legge promossi da Carl Vinson".
Dopo il termine del conflitto Vinson divenne uno dei membri principali del  House Armed Services Committee per il partito Democratico. Nel 1949 fu nominato presidente di tale comitato e mantenne la carica fino al suo ritiro nel 1965. Verso la fine degli anni cinquanta fu tra i promotori della costruzione delle prime portaerei nucleari, a cominciare dalla USS Enterprise (CVN-65).

## Riconoscimenti

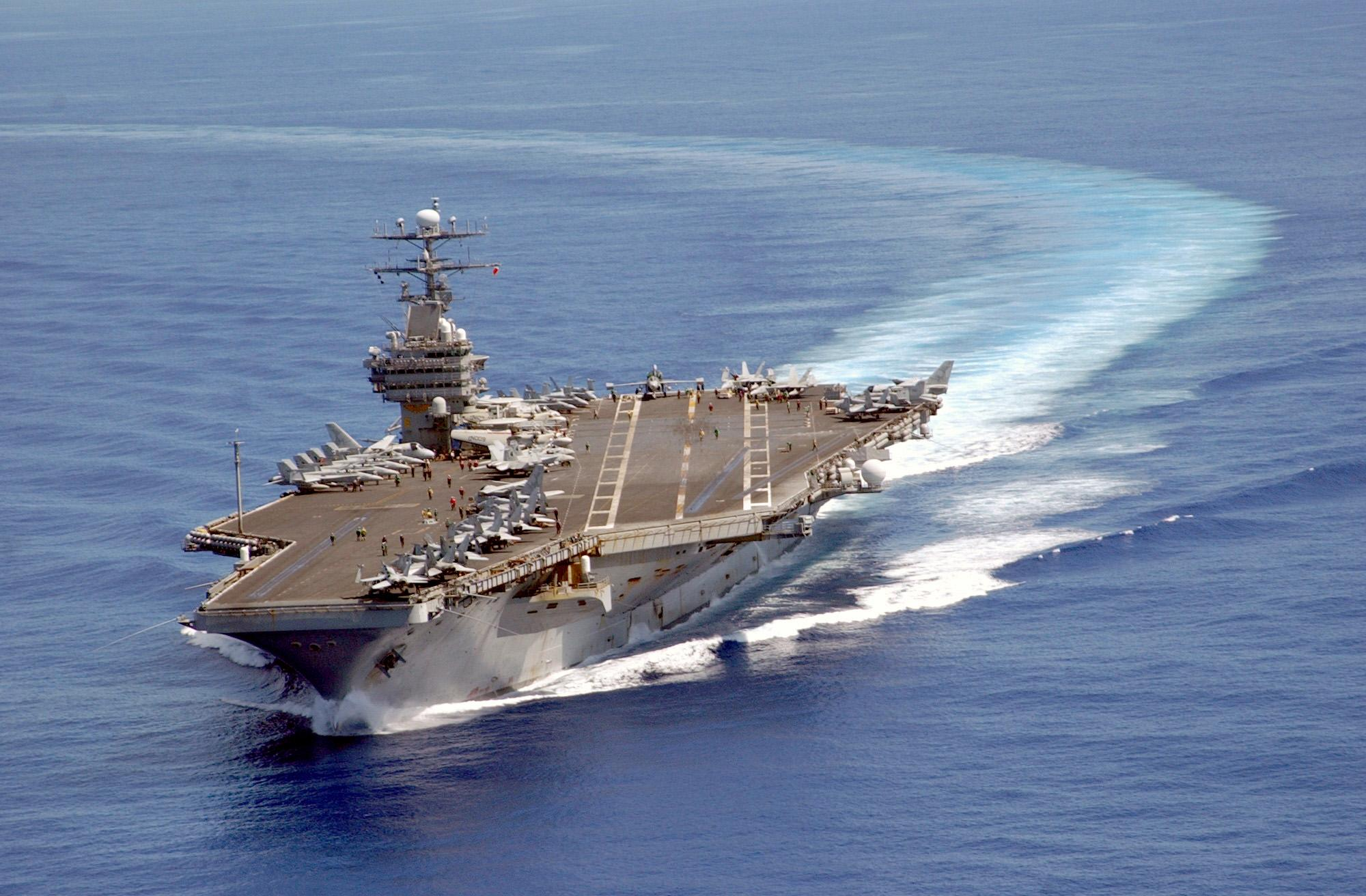
La portaerei USS Carl Vinson (CVN-70) in navigazione nel Pacifico.

- Il massiccio Vinson, la montagna più alta dell'Antartide, fu così chiamata nel 1958 in omaggio ai suoi sforzi per sostenere l'esplorazione del continente antartico.
- Nel 1964 il presidente Lyndon Johnson gli conferì la prestigiosa Medaglia presidenziale della libertà, la più alta onorificenza che un presidente può attribuire ad un civile.
- La portaerei nucleare della classe Nimitz «USS Carl Vinson (CVN-70)» è stata così chiamata in suo onore. Il 15 marzo 1980, all'età di 96 anni, partecipò alla cerimonia di inaugurazione. Diventò così la prima persona della storia degli Stati Uniti a presenziare all'inaugurazione di un'unità navale che porta il suo nome.